# Skleritis

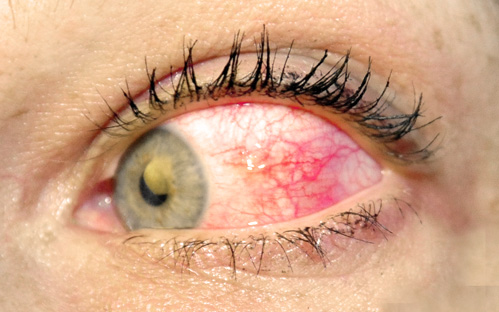
Lederhautentzündung

Der Begriff Skleritis bezeichnet in der Medizin einen Zustand, bei dem die Sklera (äußere feste Hülle des Augapfels, „Lederhaut“) Zeichen einer Entzündung zeigt.
Die bradytrophe Sklera ist zwar recht selten erkrankt, kann aber durch Entzündungsprozesse von außen (Bindehaut und Orbita) sowie von innen (Uvea) in zweiter Linie betroffen werden. Ursächlich können beim Menschen u. a. Sarkoidose, Gicht, rheumatische Erkrankungen sowie Infektionen wie Tuberkulose, Lues oder Zoster, aber in seltenen Fällen auch Metastasen bei septischen Prozessen sein.
Eine oberflächliche Entzündung der Lederhaut wird als Episkleritis bezeichnet.